# 도호 신사
도호 신사(일본어: 東峰神社 도호진자[*])는 일본 지바현 나리타시 도호에 있는 신사이다.

## 역사
원래는 일본에서 민간 항공의 선구자였던 이토 오토지로가 장남인 신타로와 일본에서 "천재 비행사"로 불린 야마가타 호타로를 비롯한 여러 항공 여명기의 순직자를 모신다는 목적으로 1937년 지바군 쓰다누마정(현 나라시노시) 시기누마의 이토 비행기연구소 공장 부지에 건립한 신사로 당시 명칭은 "항공신사"였다. 신체는 항공 사고 피해자 8명의 이름을 먹으로 쓴 목찰이다.
일본의 항복으로 항공업에서 쫓겨난 이토는 회사 직원과 함께 전후개척으로 농지 개발이 이루어지던 도야마촌(현 나리타시) 도호지구에 정착해 농장을 경영한다. 정착한지 얼마 되지 않아 마을 내 논의 끝에 신사를 세우기로 하고 1953년 11월 23일에 항공신사가 도호 지구로 이전되었다. 이 때 가나가와현의 니노미야신사에서 노동의 신으로 여겨지는 니노미야 손토쿠의 제신을 새로 받아 이후 도호 신사의 제신으로 두고 있다.
이후 항공신사가 도호 신사로 이름을 바꾸고 개척마을의 산토신 신사로 도호 주민들의 신앙 중심지로 이어졌으나 신도쿄 국제공항(현 나리타 국제 공항)의 건설을 이유로 2001년 9월 이토 오토지로 가족의 요청으로 산부군 시바야마정의 항공과학박물관 야외 전시장에 "항공신사"라는 이름으로 다시 옮겨졌다.
항공신사의 부적은 항공과학박물관 내 박물관 숍에서 판매하고 있다.

## 경내

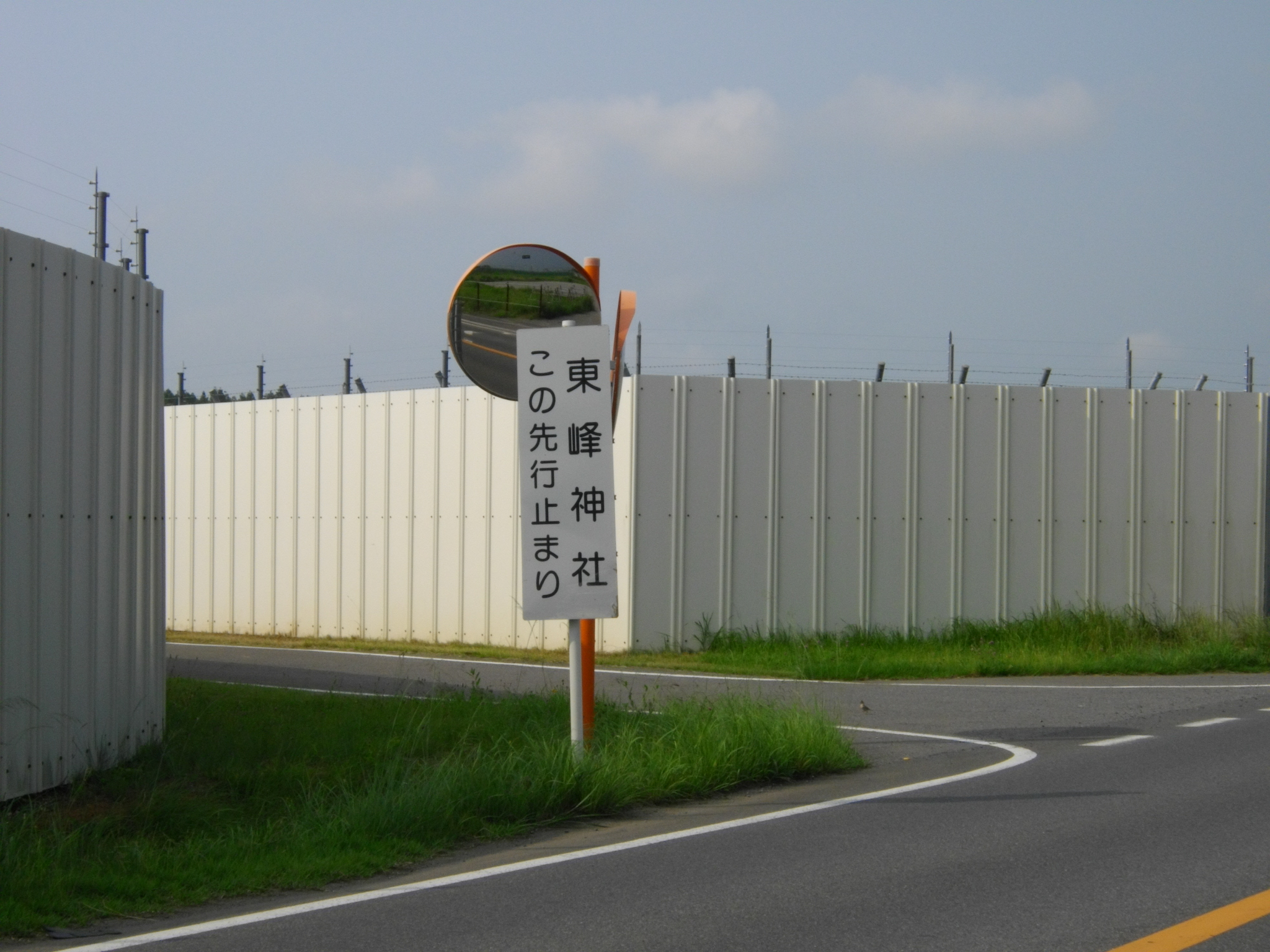
시도에서 신사로 향하는 길의 입구

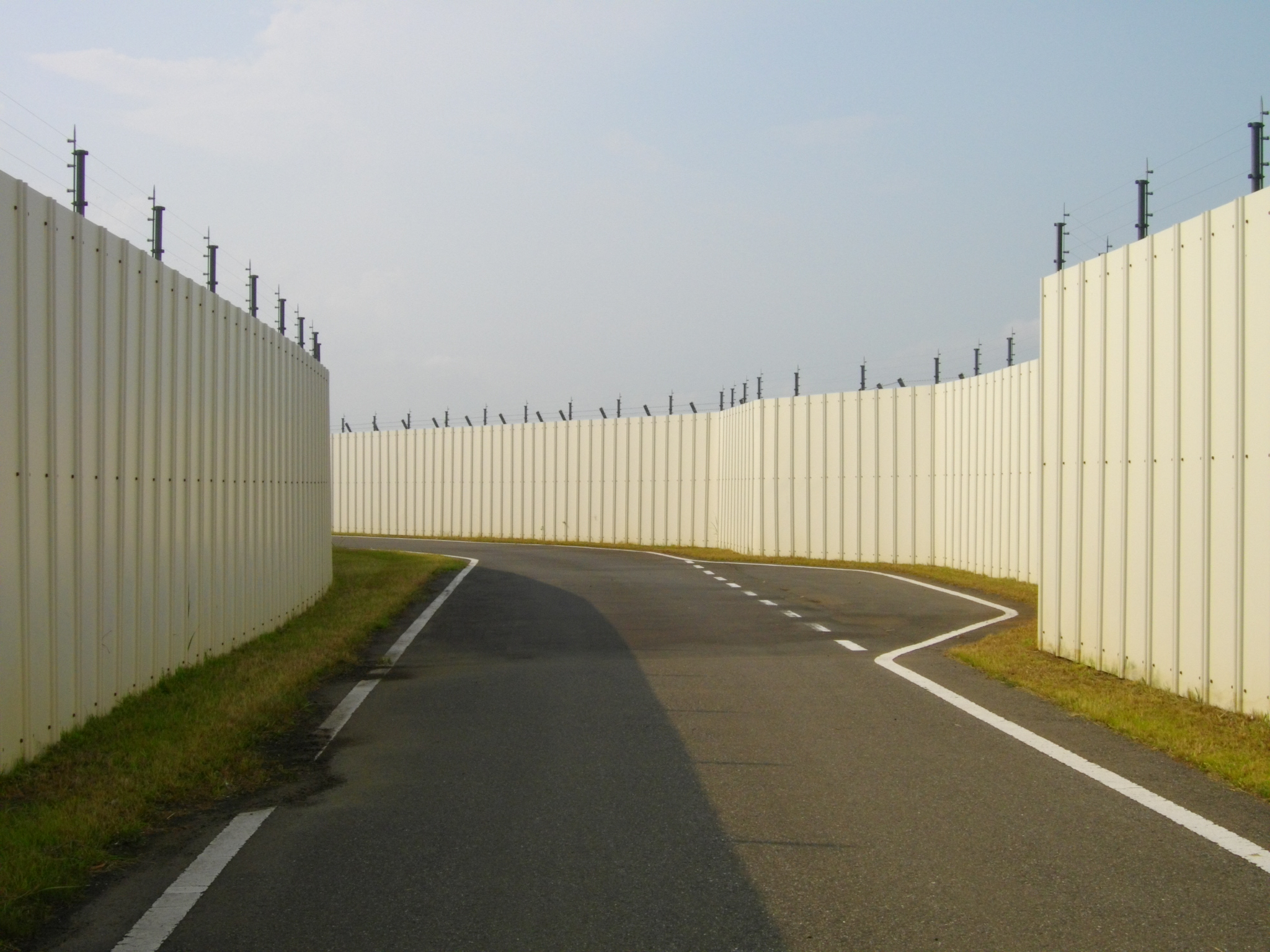
신사로 향하는 좁은 길의 모습. 양 쪽이 펜스로 막혀 있다.

도호 신사는 나리타 국제공항 B활주로 남단 34R 부근에 있다. 도호 지구는 현재까지도 나리타 공항 문제의 공항 반대 운동이 활발한 곳으로 신사 부지 역시 B활주로 건설 예정지였던 곳 위에 있지만 뒤에 이어질 분쟁도 있어 미매수지를 피해 B활주로를 신사 북쪽으로 연장했다. 현재 남아 있는 건축물은 비교적 새 것인 석조 도리이 1기와 등롱 2기가 있고 경내에는 1.5 m2 크기의 작은 목조 사당만 있을 뿐 내부에 신주는 없다.
신사 부지는 활주로와 유도로 등 공항 부지에 둘러싸여 있다. 신사로 가는 길은 인근 시도에서 갈라져 차량 한 대가 지나갈 수 있는 폭의 한 길로 이어진다. 신사로 이어지는 길과 경내 주변에는 상아색으로 칠해진 높은 철제 팬스가 이중으로 둘러싸여 있으며 팬스 위쪽에는 철조망과 함께 수 m에서 수십 m 간격으로 사람 감지 센서가 달려 있다. 담장 안에는 감시초소도 설치되어 있어 상시 경비원이 경내를 감시한다. 담장에는 군데군데 그물망 모양으로 되어 있는 곳도 있어 공항 부지 쪽에서 경내를 감시하기 쉽도록 설계되어 있다. 또한 신사 부지를 둘러싸고 공항 내 도로가 깔려 있으며, 정기적으로 나리타 국제공항주식회사(NAA)의 위탁을 받은 경비회사 차량이 순찰을 돈다.
경내 사당 옆에는 데미즈야도 있고 돌로 만든 수반도 있지만 안에 물이 없어 씻을 수는 없다.

## 신사를 둘러싼 분쟁
경내 부지는 건립 당시부터 사실상 마을 주민의 공유지로 여겨졌으나 2001년 등록된 소유자로부터 신도쿄국제공항공단(나리타 국제공항주식회사의 전신)으로 소유권 등기이전이 이루어진 후 공항공사가 항공기 비행에 방해가 되는 경내 나무를 벌목했다. 벌목 당일 공항공사 및 공항경찰 기동대와 산리즈카 시바야마 연합공항반대동맹(기타하라파) 사이 충돌이 발생하여 반대동맹 측 체포자가 발생했다.
이에 반발한 반대동맹이 공항공단을 고소했고, 이 재판에서 일본의 신좌파 세력 단체 관계자가 적극적으로 지원하며 "투쟁의 상징"으로 삼은 것도 크게 알려졌지만 2003년 토지 등기 명의 회복을 내용으로 한 화해가 이루어졌다.

## 교통
- 지바현도·이바라키현도 제44호선 나리타오미가와지마항선을 통해 도호 지구로 진입하면 도착할 수 있다. 단 주변에 주차장은 없다.
- 지바교통 구리모토선(지바교통 다코영업소) 닛타 정류장, 나리타시 커뮤니티 버스 쓰토미우라 노선 "도호" 정류장에서 도보로 이동

## 미디어에서의 등장
나리타 공항 문제와 산리즈카 투쟁을 상징하는 시설이라 2014년 개봉한 다큐멘터리 영화 《산리즈카에 살다》의 영화 포스터 등에서 도호 신사 상공을 통과하는 일본항공 여객기의 사진이 쓰였다.

## 같이 보기
- 나리타 공항 문제
- 도호 십자로 사건
- 산리즈카 투쟁
- 이토 오토지로